# Tu vas pas mourir de rire
Albums de Mickey 3D
La Trêve
(2001) Live à Saint-Étienne
(2004)
Singles
1. Respire
2. Yalil (la fin des haricots)
3. Ça m'étonne pas

Tu vas pas mourir de rire est le troisième album du groupe français Mickey 3D, sorti en 2003 sur le label Virgin. Le titre de l'album reprend les paroles de la chanson Respire, dont le succès permet de faire découvrir Mickey 3D au grand public. L'album est certifié disque de platine en France et remporte la Victoire de la musique de l'album rock de l'année en 2004.
À l'image de son titre-phare, les thèmes abordés par l'album sont assez sombres et l'enfance revient régulièrement. 

## Historique
Après trois années rythmées par les tournées et un album, La Trêve, rodé sur scène, Mickey 3D éprouve le besoin de prendre du recul pour enregistrer son nouvel album. Les nouveaux morceaux écrits par Mickaël Furnon sont assez sombres et amers, témoignant de son état d'esprit durant la période d'écriture entre fin 2001 et début 2002. Les inspirations musicales des compositions sont néanmoins très variées, passant d'un dub électro sur Les Enfants à des accents raï sur Yalil (la fin des haricots) et new wave sur La Peur. On trouve aussi des influences de The Cure (Beauseigne, La mort n'existe pas), Miossec (Si j'étais toi) et Renaud (Chanson de rien du tout). Mickaël Furnon emploie sur la plupart des titres de l'album un phrasé parlé (talk over) au détriment du chant véritable.
Le single Respire est le premier tube du groupe. Cette chanson écologiste et pessimiste lui permet de se faire connaître du grand public mais lui vaut aussi d'être catalogué dans la catégorie « artiste engagé ». Mickaël Furnon explique à propos de la chanson que « ce n'est pas vraiment pour dire "Attention l'homme est responsable de tout", plutôt pour inciter les gens à aller faire respirer leurs enfants dans la nature, parce que leur progéniture ne pourra peut-être pas le faire à son tour ». L'enfance est l'un des thèmes principaux de l'album à travers les titres La Peur, Beauseigne, Les Enfants, Ça m'étonne pas et Demain finira bien ?, Mickaël Furnon confiant que c'était un thème récurrent dans ses compositions « peut-être par désir de renouer avec quelque chose de pur » et qu'il cherchait « cette innocence, à mettre le monde en chansons à travers des yeux d'enfant, pour qu'ils me disent quelles conneries nous faisons en tant qu'adultes ». Le conformisme (Les Gens raisonnables), l'indifférence (Yalil) et l'exclusion (Mimoun, fils de harki, Chanson de rien du tout) font également partie des thèmes abordés.
La pochette de l'album représente le portrait d'un homme, à la teinte vert-de-gris, dont l'expression et le sourire peut paraître à la fois joviale et menaçante et suggérer la folie. Mickaël Furnon explique que c'est une photographie du début du XXe siècle trouvée chez un ami collectionneur et que c'est le mystère de l'expression de cet homme qui l'a attiré car il allait de pair avec « l'esprit bancal de l'album ». 

## Tournée
La tournée promotionnelle de l'album débute peu après sa sortie et s'étend sur la plus grande partie de l'année 2003, avec une soixantaine de concerts programmés. À cette occasion, un quatrième musicien, Gregory Romestein, dit « Chat », rejoint la formation en étant à la basse. Pour enrichir la setlist, Mickaël Furnon écrit la chanson Johnny Rep qui est un hommage au joueur homonyme de l'AS Saint-Étienne et qui est sortie en single en avril 2004 à la suite du bon accueil qui lui a été réservé. À la fin de chaque concert, le groupe exprime son soutien aux intermittents du spectacle, dont le statut est fragilisé par de nouveaux accords et qui ont déclenché plusieurs grèves durant l'été 2003, en interprétant Chanson de rien du tout sans lumière ni sonorisation afin de prouver à quel point ils sont indispensables à un spectacle. L'album Live à Saint-Étienne a été enregistré au cours de la tournée, en octobre 2003, et est sorti en février 2004. La tournée s'achève par un concert au Zénith de Paris le 14 novembre 2003.

## Accueil
L'album se classe à la 12e place du classement des meilleures ventes en France, à la 10e en Belgique francophone et à la 21e en Suisse. Il est certifié disque de platine en France (plus de 300 000 exemplaires vendus) depuis 2004.
Éléonore Colin, des Inrockuptibles, estime que cet album, s'il reste engagé, « préfère le constat cynique à la rébellion » et « entre coups de blues, de folk, de chansonnette et de pop relevée d’électronique ou d’accordéon, ces pamphlets amers cèdent parfois la place à d’autres morceaux plus intimistes ». Pour Benjamin D'Alguerre, de Music Story, qui lui donne 4 étoiles sur 5, il est « plus incisif et sombre que tous les autres albums du groupe » et La Peur, La mort n'existe pas et Chanson de rien du tout sont des « bijoux de vacherie et de cynisme ». Le site albumrock lui donne 4 guitares sur 5, évoquant un « album plus abouti où chaque membre du groupe a pu amener sa touche personnelle » et où « malgré la noirceur des textes, la musique est très agréable ». Philippe Richard, du magazine Magic, revue pop moderne, lui donne 3 étoiles sur 6, affirmant que « c'est dans la chronique du minuscule que Mickey 3D excelle, devenant plus gênant dans ses révoltes plus globales » et que « l'écriture conserve d'ailleurs tous ses défauts et ses qualités : un discours sans fioriture, sans effet poétique forcé, qui n'échappe pas à quelques militances faciles et autres maladresses triviales ». Pour Gilles Verlant et Thomas Caussé, dans la Discothèque parfaite de l'odyssée du rock, l'album est constitué de « chansons bricolo et simplistes (en apparence) écrites dans une langue limpide » et « avec son rock d'en bas et ses chansons foutraques, Mickey 3D nous a fait un bien fou, aux oreilles et au moral ».
L'album a remporté plusieurs récompenses : le grand prix du disque de la chanson française de l'Académie Charles-Cros et le prix Constantin en 2003, ainsi que la Victoire de la musique de l'album rock de l'année remise le 1er mars 2004. Lors de cette cérémonie, Respire a remporté deux Victoires, celle de la chanson originale de l'année et celle du clip de l'année.

## Liste des chansons
Toutes les chansons sont écrites et composées par Mickaël Furnon.
| No  | Titre                       | Durée |
| --- | --------------------------- | ----- |
| 1.  | Amen                        | 3:08  |
| 2.  | Respire                     | 3:45  |
| 3.  | Mimoun, fils de harki       | 2:51  |
| 4.  | Yalil (la fin des haricots) | 3:32  |
| 5.  | Les Gens raisonnables       | 3:27  |
| 6.  | Demain finira bien ?        | 2:49  |
| 7.  | Les Enfants                 | 3:16  |
| 8.  | La Peur                     | 3:16  |
| 9.  | La Vallée                   | 3:35  |
| 10. | Ça m'étonne pas             | 3:18  |
| 11. | Si j'étais toi              | 2:25  |
| 12. | Chanson de rien du tout     | 2:49  |
| 13. | La mort n'existe pas        | 5:00  |
| 14. | Beauseigne                  | 8:50  |

Un morceau caché (Avance) se trouve à la fin de l'album.

## Différentes éditions
- La première édition est sortie à 100 000 exemplaires et possède le Copy Control. Le groupe, critiqué par certains pour la présence de ce système anti-copie, a demandé sa suppression à la maison de disques.
- À la suite de son succès, l'album a été réédité quelques mois plus tard, mais purgé de son système anti-copie et augmenté d'une plage vidéo avec le clip Respire.
- Il est ressorti une troisième fois en septembre 2003 dans une édition limitée avec un CD bonus 3 titres :

1. Les Gens raisonnables (live acoustique)
2. La France a peur (live acoustique)
3. L'Homme qui suivait les nuages (live acoustique)

+ Plage vidéo des clips La France a peur, Tu dis mais ne sais pas, Ma grand-mère et Respire

## Crédits
- Mickaël Furnon – chant, guitare
- Aurélien Joanin – batterie, percussions, basse
- Najah El Mahmoud – clavier, accordéon, chant
- Bruno Preynat - production, mixage, mastering
- Pascal Colomb - mixage
- Hervé Dutournier - mastering
- Frank Loriou - design